# Acaena pusilla
Acaena pusilla är en rosväxtart som först beskrevs av Friedrich August Georg Bitter, och fick sitt nu gällande namn av Harry Howard Barton Allan. Acaena pusilla ingår i släktet taggpimpineller, och familjen rosväxter. Inga underarter finns listade i Catalogue of Life.